# Bluenote Café
Bluenote Café je koncertní album kanadského hudebníka Neila Younga. Vydáno bylo v listopadu roku 2015 společností Reprise Records. Obsahuje záznam ze severoamerického turné, které Young odehrál v letech 1987 až 1988 na podporu svého sedmnáctého alba This Note's for You. Doprvázela jej stejná doprovodná skupina, která hrála na albu. Ve dvou písních Younga doprovází kapela Crazy Horse – kromě kytaristy Franka Sampedry, který hraje i na zbyteku alba, také baskytarista Billy Talbot a bubeník Ralph Molina. V hitparádě Billboard 200 se album Bluenote Café umístilo na 89. příčce.

## Seznam skladeb
1. Welcome to the Big Room – 7:31
2. Don't Take Your Love Away From Me – 9:30
3. This Note's for You – 5:24
4. Ten Men Workin' – 8:27
5. Life in the City – 3:55
6. Hello Lonely Woman – 4:46
7. Soul of a Woman – 5:57
8. Married Man – 3:07
9. Bad News Comes to Town – 8:00
10. Ain't It the Truth – 7:30
11. One Thing – 6:41
12. Twilight – 8:03
13. I'm Goin' – 5:35
14. Ordinary People – 12:50
15. Crime in the City – 7:22
16. Crime of the Heart – 5:36
17. Welcome Rap – 0:36
18. Doghouse – 4:08
19. Fool for Your Love - 4:20
20. Encore Rap – 0:25
21. On the Way Home – 3:01
22. Sunny Inside – 3:44
23. Tonight's the Night – 19:26

## Obsazení
- Neil Young – zpěv, kytara
- Rick Rosas – baskytara
- Chad Cromwell – bicí
- Frank Sampedro – klávesy, kytara
- Steve Lawrence – tenorsaxofon, klávesy
- Ben Keith – altsaxofon
- Larry Cragg – barytonsaxofon
- Claude Cailliet – pozoun
- Tom Bray – trubka
- John Fumo – trubka
- Billy Talbot – baskytara
- Ralph Molina - bicí